# لیونل روکس
 لیونل روکس (انگلیسی: Lionel Roux؛ زاده ۱۲ آوریل ۱۹۷۳) یک تنیس‌باز اهل فرانسه است. 